# Вивек (актёр)
Вивеканандан (там. விவேகானந்தன்; 19 ноября 1961, Ковилпатти, Тамилнад — 17 апреля 2021, Ченнаи) — индийский актёр-комик, снимавшийся в фильмах на тамильском языке. За заслуги области в кино награжден орденом Падма Шри от правительства Индии, несколькими кинопремиями штата и Filmfare Awards South.

## Биография
Родился в городке Ковилпатти округа Тутикорин штата Тамилнад (по другим источникам в Тирунелвели) в 1961 году. Окончив Американский колледж в Мадурае со степенью магистра коммерции, он получил должность чиновника в секретариате штата Тамилнад в Мадрасе.
Ещё до переезда в Мадрас, Вивек выступал как стендап-комик. После переезда он вступил в Мадрасский юмористический клуб, где познакомился с его основателем П. Р. Говиндараджаном
Тот свёл его с К. Балачандером, у которого Вивек вскоре стал работать в качестве помощника режиссёра и сценариста. Впечатлённый его комедийными навыками, Балачандер предложил ему небольшую роль в фильме Manathil Urudhi Vendum 1987 года.
Вивек сыграл младшего брата героини Сухасини Маниратнам и появился всего в нескольких сценах, в одной из которых ему пришлось расплакаться из-за известия о разводе сестры. Режиссёр также взял его в свой следующий фильм Pudhu Pudhu Arthangal, где ему досталась роль секретаря главного героя-певца. В этом фильме актёру выпала возможность проявить себя как комика и показать свой талант в подражании, имитируя голоса Намбиара и Раджниканта для создания комического эффекта. Впоследствии актёр снялся ещё в трёх фильмах К. Балачандера: Oru Veedu Iru Vaasal (1990) и Paarthale Paravasam (2001).
Актёрская карьера Вивека пошла вверх с конца 1990-х годов и оставалась стабильной почти два следующих десятилетия. Сначала он играл второстепенных персонажей, и только через десять лет после дебюта, с выходом фильма Kaadhal Mannan (1998) был замечен как талантливый комик. В 2000-е годы он появлялся практически в каждом втором тамильском фильме.
Среди его работ комические роли в Palayathu Amman (2000), Minnale (2001), «Пыль» (2003) и Velaiilla Pattadhari (2014). Он даже был выбран на главную роль в фильме Solli Adippen, но тот так и не увидел свет.
Актёр пять раз выигрывал кинопремию штата Тамил-Наду в номинации «Лучший комик» за фильмы Unnaruge Naan Irundhal (1999), «Беги» (2002), Parthiban Kanavu (2003), «Незнакомец» (2005) и «Босс Шиваджи» (2007); и трижды Filmfare Awards South в той же номинации — «Беги» (2002), «Всеми правдами» (2003) и «Самый красивый» (2004). В 2009 году правительство Индии наградило его премией Падма Шри, четвёртой по величине гражданской наградой в стране.
Вивека называли «Чинна Калайванар» в честь Н. С. Кришнана за поддержку социальных реформ. Он неоднократно привлекал внимание к проблемам общества, включая детоубийство девочек (практика, преобладавшая на юге Тамилнада), кастовые столкновения и религиозные суеверия.
Наряду с распространением социальных сообщений в фильмах, он призывал молодёжь взяться за посадку саженцев деревьев в качестве серьёзной инициативы. С тех пор как в 2011 году актёр запустил проект «Зелёный Калам», он посадил более 3 миллионов саженцев. За день до того, как его госпитализировали в 2021, Вивек сделал прививку от COVID-19 в государственной больнице и выступил на пресс-конференции, призвав людей добровольно пройти вакцинацию.
Актёр был доставлен в отделение неотложной помощи больницы SIMS в Ченнаи в бессознательном состоянии около 11 часов утра 16 апреля 2021 года и скончался рано утром на следующий день.
У него остались жена и две дочери. У Вивека также был сын, который умер в 2015 году в возрасте 13 лет из-за повреждений мозга от лихорадки Денге.